# Espectro do átomo de hidrogênio

Principais séries do espectro do átomo de hidrogénio

Em Física, espectro do átomo de hidrogénio é o conjunto de comprimentos de onda presentes na luz que o átomo de hidrogénio é capaz de emitir quando pula de níveis de energia. O modelo mais simples de átomo de hidrogénio é representado pelo átomo de Bohr.
Esse espectro de luz é composto de comprimentos de onda discretos, portanto seus valores são expressos pela Fórmula de Rydberg:
{\displaystyle {\frac {1}{\lambda _{\mathrm {vac} }}}=R_{\mathrm {H} }\left({\frac {1}{n_{1}^{2}}}-{\frac {1}{n_{2}^{2}}}\right)}
Onde
{\displaystyle \lambda _{\mathrm {vac} }} é o comprimento de onda da luz emitida no vácuo,
{\displaystyle R_{\mathrm {H} }} é a constante de Rydberg para o hidrogénio,
{\displaystyle n_{1}} e {\displaystyle n_{2}} são inteiros tais que {\displaystyle n_{1}<n_{2}};
Deixando {\displaystyle n_{1}} igual a 1 e fazendo {\displaystyle n_{2}} percorrer de 2 até o infinito, as linhas de espectro conhecidas como série de Lyman convergem em 91nm. Da mesma maneira:
| {\displaystyle n_{1}} | {\displaystyle n_{2}}                | Nome               | Converge para |
| 1                     | {\displaystyle 2\rightarrow \infty } | Série de Lyman     | 91nm          |
| 2                     | {\displaystyle 3\rightarrow \infty } | Série de Balmer    | 365nm         |
| 3                     | {\displaystyle 4\rightarrow \infty } | Série de Paschen   | 821nm         |
| 4                     | {\displaystyle 5\rightarrow \infty } | Série de Brackett  | 1459nm        |
| 5                     | {\displaystyle 6\rightarrow \infty } | Série de Pfund     | 2280nm        |
| 6                     | {\displaystyle 7\rightarrow \infty } | Série de Humphreys | 3283nm        |

## Interpretação
O hidrogénio é o primeiro elemento da tabela periódica, com o espectro de emissão mais simples de analisar. É formado de um próton e de um elétron. A energia do elétron no referencial baricêntrico pode tomar apenas alguns valores discretos, chamados níveis de energia (ver modelo de átomo de Bohr). Quando o elétron passa de um nível mais alto à um nível mais baixo, ele emite um fóton. Assim, a luz emitida pode tomar apenas alguns valores discretos. Isso é como chamamos o seu espectro.